# Esper Lass
Esper Lass, alias Meta Ulnoor, è un personaggio dei fumetti DC Comics. Nell'Universo DC è un supercriminale, che comparve per la prima volta in Superboy Starring the Legion of Super-Heroes n. 212 (ottobre 1975).

## Biografia del personaggio
Meta Ulnoor nacque su Titano, la luna di Saturno, nel XXX secolo. Come per tutti i nativi di Titano (compresa la Legionaria Saturn Girl), è una telepate. Dopo che la sua richiesta di fare parte della Legione dei Supereroi fu respinta (a causa di una regola che vietava l'ingresso nella squadra a due eroi con poteri simili), si unì ad un gruppo di compagni respinti come lei e domandarono l'adesione. Facendosi chiamare "la Legione dei Super-Respinti", furono inizialmente vittoriosi sui loro rivali con poteri simili. Esper Lass e i Super-Respinti furono infine sconfitti quando i Legionari utilizzarono il lavoro di squadra per vincere.

### Crisi
Esper Lass divenne poi un membro della Legione dei Supercriminali. La sua ultima comparsa pre-Ora zero fu un cameo durante la Crisi sulle Terre infinite.
La si vide poi in Final Crisis: Legion of Three Worlds n. 2, ancora una volta membro della Legione dei Supercriminali. La si vide attaccare la mente di Saturn Girl, insieme a quella di Saturn Queen. Nel numero successivo, fu bloccata mentalmente dalla Saturn Girl di Terra Prime, che la fermò dall'aiutare Saturn Queen.

## Poteri e abilità
Come tutti i nativi di Titano, Esper Lass è nata con dei poteri psichici. Può leggere le menti ed esercitare un certo controllo mentale sugli altri. Inizialmente dimostrò di avere dei poteri più forti di quelli di Saturn Girl, e riuscì a sopraffare i supereroi più esperti.

## Altri media
Con il nome Esper, comparve nella serie animata Legion of Super Heroes. Comparve per la prima volta come membro dell'avanguardia della Velocità della luce di Lightning Lord. Ritornata con la sua squadra mandò Saturn Girl in coma con l'aiuto di Tharok. Lightning Lad divenne ossessionato dal volersi vendicare personalmente, ma Phantom Girl riuscì a calmarlo.